# Koralni greben
Koralni greben je aragonitna struktura, ki jo ustvarjajo živi organizmi in nastane v morski vodi, revni s hranilnimi snovmi. V večini koralnih grebenov prevladujejo kamene korale, skupina kolonijskih ožigalkarjev, obdanih s trdnim zunanjim skeletom iz kalcijevega karbonata. Ko korale odmirajo, se njihova telesa razgradijo, ogrodja pa ostanejo. Morski valovi in drugi organizmi te ostanke razdrobijo ter odložijo na morskem dnu. S postopnim nalaganjem se tako tvori apnenčasta struktura, na kateri rastejo nove korale, okrog njih pa živi še pestra skupnost drugih organizmov..

## Koralnjaki
Azurna modrina tropskih voda in razgibani lističi koralnjakov vseh mogočih barv in oblik dajejo koralnim grebenom tak čar in lepoto, kakršne nima noben drug  naravni življenjski prostor. Toda tisto, kar je pri koralnih grebenih še najbolj zanimivo, je 
dejstvo, da koralnjaki niso rastline, temveč kolonije živali, ki živijo in rastejo skupaj na edinstven način. Ko posamezni  
koralnjali odmro, njihova ogrodja ostanejo in na njih rastejo nove generacije koralnjakov in gradijo velikanske, zapletene tvorbe, ki jim pravimo koralni grebeni.
Koralnjaki so prav posebna bitja. Uspevajo le v topli vodi, kjer tudi v najbolj hladnem mesecu temperatura ne pade pod 24 °C in kjer je dovolj velika vsebnost kalcijevih soli, ki so nujne za nastajanje skeletov. Zato se  tropskem območju reče tudi greben. Korale živijo tudi v drugačnih okoljih, toda prave koralne kolonije so značilnost toplih voda. Kljub temu, da nastajajo v vodah, revnih s hranljivimi snovmi, so zaradi visoke primarne produkcije in učinkovitega kroženja snovi izredno bogati v smislu biodiverzitete. Ocenjujejo, da ob koralnih grebenih živi četrtina vseh vrst morskih rib.

## Tipi koralnih tvorb
- Obalni grebeni obrobljajo obalo, bodisi obalo celine ali obalo vulkanskega otoka. Ti grebeni varujejo obalo pred nevihtnimi in viharnimi valovi, ker njihova kompleksna zgradba vsrka energijo valov in na ta način zmanjšujejo erozijo obale.
- Pregradni greben je bolj oddaljen od obale kot obrobni greben in je od nje ločen z laguno. Tukaj rastejo korolnjaki dosti hitreje kot v zavetrnih legah, kjer je v vodi kisika manj, temperatura vode višja in planktonska hrana bolj pičla.
- Atoli so obročaste tvorbe, pri katerih greben živih koralnjakov obkroža laguno. Nastajajo na odprtem oceanu proč od celinskih zemeljskih mas.
- Ravni grebeni so okrogle tvorbe, ki so bodisi sestavni del pregradnega grebenskega sistema bodisi samostojne tvorbe, ki nastanejo na odprtem oceanu na takih morskih vzpetinah, kjer je premalo prostora, da bi lahko nastala znotraj grebena laguna.

Največji in najbolj znan koralni greben je veliki koralni greben pred obalo Queenslanda v Avstraliji, ki je dejansko sistem okrog 2.800 manjših koralnih grebenov.

## Oblike koralnih kolonij
Oblika koralnih kolonij se močno razlikuje glede na lego v grebenu. Tam, kjer je moč valov velika, so kolonije nizke in kompaktne, 
za njimi v zavetju grebenskega temena pa rastejo vejnati koralnjaki. Grebenska plitvina ali hrbet grebena lahko sega le nekaj metrov, ali pa več sto metrov od grebenskega temena, sega do obale, če gre za obalni greben ali pa se spušča v laguno, če gre za pregradni greben ali atol.

## Raznolikost koralnih grebenov
Tako kot tropski gozdovi so tudi koralni grebeni izjemno raznoliki, pa ne samo zaradi velikega števila najrazličnejših koralnjakov na enem samem grebenu, temveč tudi zaradi številnih morskih živali, ki tu živijo in se prehranjujejo. V Indijskem oceanu in Pacifiku živi več kot 700 vrst koralnjakov. Na nekaterih grebenih okoli Filipinov jih je na enem samem grebenu celo 400. Njihovo število se zmanjšuje bolj ko se oddaljujemo od jugovzhodne Azije.

## Porušeno ravnotežje
Celotna produktivnost grebenskih sistemov je od 30 do 250-krat večja kot produktivnost odprtih oceanov. Pa vendar je vsak greben izredno občutljiv in ranljiv habitat, katerega produktivnost je odvisna od kroženja hranilnih snoivi v sistemu kot celoti. Njegov kompleksni  prehranjevalni splet se hitro podre zaradi preveč intenzivnega ribolova. Tam, kjer se zmanjša število rib, se močno razrastejo alge, ki prevladajo ali celo ogrozijo koralnjake.

## Dinamika koralnih grebenov

### Kratkoročne spremembe
Čeprav  nekatere posamične kolonije koralnjakov  živijo tudi več desetletij ali celo stoletij, pa je ekosistem kot celota podvržen nenehnim spremembam. Najhujši sovražnik koralnjakov je plenilska bodičasta morska zvezda Acanthaster planci. Ko se bodičaste morske zvezde namnožijo, lahko resno poškodujejo odejo koralnjakov. Koralnjaki so izredno občutljivi na temperaturo. Številne koralne združbe živijo na samoi meji svoje temperaturne tolerance in že najmanjša sprememba v temperaturi lahko povzroči  obelitev koralnjakov. Tudi usedline, ki lebdijo v vodi, lahko poškodujejo koralnjake.

### Orkansko razdejanje
Orkani, znani tajfuni, naredijo na koralnih grebenih pravo razdejanje. Ko orkan pomete po koralnem otoku, ga preplavi morska masa, ki spremlja orkan, valovi pa tako silovito butajo ob koralne združbe, da odtrgajo nežne vejnate koralnjake, ki rastejo na grebenu, tiste pa, ki rastejo globlje v vodi na izpostavljeni strani grebena pa dobesedno raztrgajo. Vse to zelo upočasni proces obnavljanja koralnih združb.

## Koralne hiše
Na nekaterih krajih, na primer na Maldivih, je korala edini gradbeni material. Maldivi so dejansko v celoti zgrajeni iz koralnega peska na vrhu atolskega grebena. V preteklosti, ko naseljencev še ni bilo veliko, to še ni ogrožalo obstoja koralnih grebenov. Kolikor bolj je raslo število naseljencev, toliko večje količine koralnjakov so bile potrebne. Treba je bilo omejiti pobiranje koralnjakov za namen gradnje. Toda ponekod tudi po petdesetih letih po prenehanju nabiranja koralnjakov ni nikakršnih znakov okrevanja. Izravnane površine grebena so namreč izpostavljene delovanju močnih tokov, mladi koralnjaki pa se na takih površinah ne morejo ustaliti.

## Turisti na grebenih
V zadnjem času doživljajo koralnjaki še en stres - skupine turistov, ki se pridejo na koralne grebene potapljat..  Potapljači spreminjajo grebene, ko nabirajo školjke in trgajo koralnjake, nepazljivo odvrženo sidro s čolna pa pogosto preorje nežne koralne vrtove. Razen tega turisti dvigajo usedline okoli grebena in onesnažujejo okolico. Turizem torej sam sebi uničuje vir, od katerega je odvisen. V kolikšni meri se bodo koralni grebeni ohranili in razvijali je v veliki meri odvisno od tega, če bo človek znal preudarno ravnati in omejiti vse tiste dejavnosti, ki bi lahko porušile občutljivo ravnotežje v teh združbah in nepopravljivo spremenile njihovo sestavo.

## Galerija
- Korale
- Koralni Greben
- Mali atol na Maldivih
- Spužve v obliki cevi privabljajo različne vrste rib